# ثار، السعودیه
ثار (به عربی: ثار) یک منطقهٔ مسکونی در عربستان سعودی است که در استان نجران واقع شده‌است.